# Цзіньши (місто)
Цзіньши (кит. спр. 津市市, піньїнь: Jīnshì Shì) — місто-повіт в південнокитайській провінції Хунань, складова міста Чанде.

## Географія
Цзіньши лежить на висоті близько 44 метрів над рівнем моря, на півночі виходить до річки Лішуй.

### Клімат
Місто знаходиться у зоні, котра характеризується вологим субтропічним кліматом. Найтепліший місяць — липень із середньою температурою 29.1 °C (84.4 °F). Найхолодніший місяць — січень, із середньою температурою 5 °С (41 °F).
| Клімат Цзіньши          | Клімат Цзіньши | Клімат Цзіньши | Клімат Цзіньши | Клімат Цзіньши | Клімат Цзіньши | Клімат Цзіньши | Клімат Цзіньши | Клімат Цзіньши | Клімат Цзіньши | Клімат Цзіньши | Клімат Цзіньши | Клімат Цзіньши | Клімат Цзіньши |
| Показник                | Січ.           | Лют.           | Бер.           | Квіт.          | Трав.          | Черв.          | Лип.           | Серп.          | Вер.           | Жовт.          | Лист.          | Груд.          | Рік            |
| Середня температура, °C | 5              | 6,3            | 10,9           | 17             | 22,1           | 25,7           | 29,1           | 28,5           | 23,7           | 18,5           | 12,7           | 7,1            | 17,2           |
| Норма опадів, мм        | 36.6           | 54.7           | 98.4           | 145.2          | 173.1          | 183.2          | 145.3          | 138.3          | 83             | 88.6           | 60.8           | 35.1           | 1242.3         |
| Днів з опадами          | 12,4           | 12,5           | 15,5           | 16,8           | 15,7           | 13,5           | 10,9           | 11,2           | 11,4           | 13,7           | 13,4           | 12,1           | 159,1          |
| Вологість повітря, %    | 75.6           | 76.4           | 77.5           | 78.5           | 77.6           | 78             | 76.6           | 75.8           | 76.4           | 77.4           | 77.3           | 75.5           | 76.9           |
| ----------------------- | -------------- | -------------- | -------------- | -------------- | -------------- | -------------- | -------------- | -------------- | -------------- | -------------- | -------------- | -------------- | -------------- |
| Джерело: Weatherbase    |                |                |                |                |                |                |                |                |                |                |                |                |                |